# 喬星
喬星（原名：蘇偉健，洋名：Kenny，8月6日—），香港填詞人，正職為註冊社工，亦是一名腦性麻痺患者。畢業於香港中文大學中國語言及文學系及香港理工大學社會工作系。中學時期開始嘗試填詞，大學時期在網上發表改編歌詞作品，並被流行音樂業界中人發掘而開始填寫原創歌曲，至2005年第一首填詞作品《苦情人》出版，正式入行。2007年與作曲人侯光武參加第十九屆CASH流行曲創作大賽，參賽作品《紅眼症》獲得季軍。2010年替張學友爵士音樂廣東專輯《Private Corner》填寫4首作品後，漸為人認識，至今作品超過90首。

## 筆名由來
曾在訪問中表示，「喬」和「星」兩字分別取自他兩個舊情人的名字，以作紀念。

## 填詞作品

### 2005年
| - 鄧穎芝 - 苦情人 |

### 2006年
| - MyGirls - 新人 - MyGirls - 想歎就歎 - MyGirls - 別注戀人 | - MyGirls - 穿梭百年 - 官恩娜 - 失常 - 鄧穎芝 - 一個人的浪漫 |

### 2007年
| - 陳柏宇、江若琳 - 揀得起 - 吳浩康 - 自卑 | - 陳展鵬、小 雪 - 越愛越勇 |

### 2008年
| - 王友良 - 紅眼症 | - 傅 穎 - 你在哪裡（國） |

### 2010年
| - 吳 彤 - 對人歡笑 - 恭碩良 - 月球人 - 孫耀威 - 困獸鬥 - 區文詩 - 將愛就錯 - 吳 彤 - 選擇快樂（與吳彤合填） - 葉慧婷 - 叫好叫座 | - 張學友 - Double Trouble - 張學友 - 不只有緣 - 張學友 - Let It Go - 張學友 - 找對你 - 亢帥克 - 王者哀歌 |

### 2011年
| - 尹子維 - 心癢（國） - 林憶蓮 - 枯榮 - 呂 珊 - 不平則鳴 - 呂 珊 - 笑看人生（國） | - 彭遠揚 - Saranghaeyo - 張學友 - 火光 - 報時女郎 - 嘰嘰卡卡 |

### 2012年
| - Closer - 長大 - Twins - 本小姐 - 吳 彤 - Let Me Fly（與吳彤合填） - 林憶蓮 - 蓋亞（與常石磊合填）（國） - 吳業坤 - 沒有冠軍歌 - 林一峰 - 青春應有盡有 - 區文詩 - 不只愛情 | - 區文詩 - 聽聽 - 區文詩 - 我就是我（國） - 馮允謙 - 想寫一句歌 - 蒲 進 - 不進則退 - 胡渭康 - 多謝有心 - 胡渭康 - 心中有火 |

### 2013年
| - 汪明欣 - 家深愛 - 區文詩 - 盲婚論嫁 - 陳柏宇 - 身邊人 - 陳柏宇 - 晴空 - 陳柏宇 - I Wanna Fly - 陳柏宇 - 毫無餘地 - 謝霆鋒 - 愛最大（Rap詞：歐豪）（國） - 謝霆鋒 - 愛最大（Rap詞：Kit@24Herbs、Phat@24Herbs） | - 馮允謙 - 請勿打擾 - 馮允謙 - 值得愛 - 馮允謙 - 懂得愛 - 郭承匡 - 適者生存 - 鄧芷茵 - 浮生 - 吳業坤 - Count on me - 恭碩良 - 如果你（與楊熙合填） |

### 2014年
| - 丘竣霆 - 虛構情歌 - 何浩文 - Say You Love Me - 尹子維 - 打翻回憶（國） - 張子 - 上車 - 林憶蓮 - 喜樂 | - 柳妍熙 - 愛愛愛愛什麼 - 鄧芷茵 Feat. 吳彤 - 聽著幸福 - 尹子維 - 錯在寂寞（國） - 謝霆鋒 - 我存在（國） - 歌莉雅 - 日光旅行 |

### 2015年
| - 何浩文 - 愛不起，對不起 - 吳雨霏 - 我敢愛 - 曹敏寶 - 天知道 | - 許廷鏗 - 向幸福出發（與張美賢合填） - 劉浩龍 - 知錯 |

### 2016年
| - 恭碩良 - 原諒愛 - 恭碩良 - 修羅界 | - 曹敏寶 - 妝 |

### 2017年
| - 曹敏寶 - 一語道破 |

### 2018年
| - Kacey & Kaelyn - 愛生命 - 黃紫藍 - 可惜只是男朋友 - 謝霆鋒 - 有火 | - 謝霆鋒 - 放肆 - 謝霆鋒 - 青空 |

### 2019年
| - 謝霆鋒 Feat. 王嘉爾 - 塑造 - 恭碩良 - Kam Julienne - 恭碩良 - 侵蝕 | - 恭碩良、岑寧兒 - 5:59pm - 恭碩良 - 射波狗雄傳 |

### 2020年
| - 謝霆鋒 - 善良 | - 鄧梓峰 - 苗圃真愛 |

### 2021年
| - 謝霆鋒 - 對峙 |

### 2022年
| - 林奕匡 - 同行 | - 徐嘉蔚、Suki - 圓夢 |

### 2023年
| - 瑪 姬 - 一紙分書 | - 李 軒、梁釗峰 - 不完美的美 |

### 2024年
| - 鄭世豪 - Crossroad | - 張學友 - 很遠的地方 |

### 2025年
| - 謝霆鋒 - 逆行 - 曾傲棐 - 敗者復活戰 | - 呂喬恩 - 幻語（與丁悅合填） |

## 獎項
- 2014年 提名第33屆香港電影金像獎「最佳原創電影歌曲」電影《救火英雄》主題曲：愛最大
- 2022年 提名第40屆香港電影金像獎「最佳原創電影歌曲」電影《怒火》主題曲：對峙

## 引用文章
1. ↑  .   [2013-04-13]. （原始内容存档于2012-07-19）.
2. ↑  . 星島頭條. 2011-03-24  [2025-01-17]. （原始内容存档于2025-03-13） （中文（香港））.
3. ↑  丰乳肥臀的胖皮卡. . k.sina.cn. 2021-01-09  [2022-04-17]. （原始内容存档于2022-04-17）.

## 外部連結
- Facebook專頁
- 新浪微博